# Ameriola
Ameriola fu una città del Latium vetus,  inclusa da Plinio il Vecchio nella sua lista di città scomparse.

## Storia
Ameriola fu conquista dai romani sotto il regno di Tarquinio Prisco, insieme alle altre città della Lega Latina di Crustumerium, Medullia, Nomentum. .
Poiché viene citata sia da Livio che da Plinio, associata a Crustumerium e Medullia, il Nibby ne dedusse che Ameriola si dovesse trovare in posizione intermedia tra le due, dove anche trovò le rovine di una città di modeste dimensioni.
Alcuni studiosi hanno ipotizzato che corrisponda alla moderna Castelchiodato, frazione di Mentana.